# 菲什克里克 (佛羅里達州)
菲什克里克（英語：Fish Creek）是位於美國佛羅里達州泰勒縣的一個非建制地區。該地的面積和人口皆未知。

## 地理
菲什克里克的座標為29°47′11″N 83°34′20″W / 29.78639°N 83.57222°W，而該地的平均海拔高度為1米（即3英尺）。